# La Cantera, San Luis Potosí
La Cantera är en ort i Mexiko.   Den ligger i kommunen San Luis Potosí och delstaten San Luis Potosí, i den centrala delen av landet, 300 km nordväst om huvudstaden Mexico City. La Cantera ligger 1 913 meter över havet och antalet invånare är 111.
Terrängen runt La Cantera är kuperad åt sydväst, men åt nordost är den platt. Runt La Cantera är det tätbefolkat, med 550 invånare per kvadratkilometer. Närmaste större samhälle är San Luis Potosí, 11,4 km nordväst om La Cantera. Omgivningarna runt La Cantera är i huvudsak ett öppet busklandskap.